# 海因里希十四世 (科斯特利茨的罗伊斯亲王)
科斯特利茨的罗伊斯亲王亨利十四世（英語：Heinrich XIV, Prince of Reuss Köstritz，1955年7月14日—），罗伊斯家族首領，罗伊斯-格賴茨亲王、羅伊斯-格拉親王、罗伊斯-科斯特利茨亲王。

## 家庭
1995年，亨利四世在慕尼黑与雷茨·冯·弗伦茨女爵约翰娜结婚，婚后有二子二女：
1. 亨利二十九世（Heinrich XXIX，1997年—）
2. 塔提亞娜（Tatiana，2001年—）
3. 路易丝（Luise，2005年—）
4. 亨利五世（Heinrich V，2012年—）